# فيل كلاين
فيل كلاين (بالإنجليزية: Phil Klein)‏ هو لاعب كرة قاعدة أمريكي، ولد في 30 أبريل 1989 في كولومبوس في الولايات المتحدة.

## وصلات خارجية
- فيل كلاين على موقع دوري كرة القاعدة الرئيسي (الإنجليزية)
- فيل كلاين على موقع الدوري الياباني لكرة القاعدة (الإنجليزية)
- فيل كلاين على موقعبيزبول رفرنس.كوم (الدوري الرئيسي) (الإنجليزية)
- فيل كلاين على موقعبيزبول رفرنس.كوم (الدوري الثانوي) (الإنجليزية)
- فيل كلاين على موقع إي إس بي إن.كوم (أم.أل.بي) (الإنجليزية)
- فيل كلاين على موقع مشجعي الرسوم البيانية (الإنجليزية)